# Arrondissement de Zell

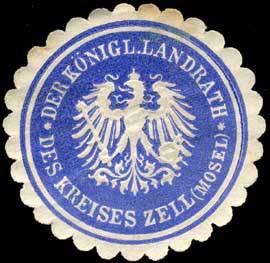
Marque de sceau de l'administrateur royal de l'arrondissement de Zell (Moselle)

L'arrondissement de Zell est un arrondissement du district de Coblence dans la province prussienne de Rhénanie puis dans la Rhénanie-Palatinat à partir de 1945, dont le siège est à Zell et qui existe jusqu'en 1969.

## Géographie
L'arrondissement borde les arrondissements de Cochem, Simmern, Bernkastel et Wittlich dans le sens des aiguilles d'une montre depuis le nord-ouest.

## Histoire
Après l'attribution de la Rhénanie au royaume de Prusse lors du congrès de Vienne en 1815, la division du district de Coblence en 16 arrondissements, dont l'un est l'arrondissement de Zell, est publiée le 14 mai 1816 dans le journal officiel du district de Coblence. À partir de 1822, le district de Coblence et l'arrondissement de Zell font partie de la nouvelle province de Rhénanie.
Lors de la réforme des arrondissement en Rhénanie-Palatinat le 7 juin 1969, l'arrondissement de Zell est dissous :
- La ville de Traben-Trarbach et les communes de Burg, Enkirch, Starkenburg et Thalkleinich sont réunies dans le nouveau arrondissement de Bernkastel-Wittlich.
- Les communes de Bärenbach, Belg, Büchenbeuren, Hahn, Hirschfeld, Irmenach, Lautzenhausen, Lötzbeuren, Niedersohren, Niederweiler, Raversbeuren, Rödelhausen, Sohren, Wahlenau et Würrich sont intégrées dans le nouveau arrondissement de Rhin-Hunsrück. Beuren, Irmenach et Lötzbeuren quittent l'arrondissement Rhin-Hunsrück le 7 novembre 1970 pour rejoindre l'arrondissement de Bernkastel-Wittlich.
- La ville de Zell et toutes les autres communes sont réunies avec l'arrondissement dissous de Cochem pour former le nouveau arrondissement de Cochem-Zell. Le 9 novembre 1970, la commune de Mastershausen passe de ce dernier à l'arrondissement de Rhin-Hunsrück.

## Évolution de la démographie
| Année | Habitants | Source |
| ----- | --------- | ------ |
| 1816  | 21 304    | [ 2 ]  |
| 1838  | 27 424    | [ 3 ]  |
| 1871  | 29 090    | [ 4 ]  |
| 1885  | 30 281    | [ 4 ]  |
| 1900  | 32 350    | [ 5 ]  |
| 1910  | 33 555    | [ 5 ]  |
| 1925  | 32 296    | [ 5 ]  |
| 1939  | 32 719    | [ 5 ]  |
| 1950  | 35 705    | [ 5 ]  |
| 1960  | 36 300    | [ 5 ]  |
| 1968  | 35.015    |        |

## Administrateurs de l'arrondissement
| - 1816:–0000 Salentin von Cohausen (de) - 1816–1850: Friedrich Alexander Moritz (de) - 1850–1851: Leopold Kaufmann (de) - 1851–1860: Rudolph Ulrich (de) - 1860–1867: Eduard Hüger (de) - 1867–1875: Carl Knebel (de) - 1870–1872: Clemens August Heckmann (de) - 1875–1878: Gerhard Grothusen (de) - 1878–1884: Eugen von Steinmann (de) - 1885–1889: Wilhelm Dewitz von Woyna (de) - 1889–1910: Walther Koenig (de) - 1910–1935: Gustav von Stein (de) | - 1935–1940: Hermann Unger (de) - 1940–1942: Joachim Hohberg (de) - 1942:–0000 Walter Schlüter (de) - 1942–1944: Otto Niese (de) - 1944–1945: Bruno Karl August Jung (de) - 1945:–0000 Fritz Melsheimer (de) - 1945–1946: Paul Leidinger (de) - 1946–1948: Josef Jansen (de) - 1948–1954: Hans Puhl (de) - 1955–1966: Hans Keller (de) - 1966–1967: Karl Albert Reisch (de) - 1967–1969: Johann Steffen (de) |

## Villes et communes
Au moment de sa dissolution en 1969, l'arrondissement de Zell est composé de deux villes et de 50 communes :
| 1. Aldegund 2. Alf 3. Altlay 4. Altstrimmig 5. Bärenbach 6. Beilstein 7. Belg 8. Beuren 9. Blankenrath 10. Briedel 11. Briedern 12. Büchenbeuren 13. Bullay 14. Burg 15. Enkirch 16. Forst 17. Grenderich 18. Hahn | 1. Haserich 2. Hesweiler 3. Hirschfeld 4. Irmenach 5. Lautzenhausen 6. Liesenich 7. Löffelscheid 8. Lötzbeuren 9. Mastershausen 10. Merl 11. Mesenich 12. Mittelstrimmig 13. Moritzheim 14. Neef 15. Niedersohren 16. Niederweiler 17. Panzweiler | 1. Peterswald 2. Pünderich 3. Raversbeuren 4. Reidenhausen 5. Rödelhausen 6. Schauren 7. Senheim 8. Sohren 9. Sosberg 10. Starkenburg 11. Tellig 12. Thalkleinich 13. Traben-Trarbach, ville 14. Wahlenau 15. Walhausen 16. Würrich 17. Zell, ville |

La commune de Traben et la ville de Trarbach fusionnent en 1904 pour former la ville de Traben-Trarbach. La commune de Kaimt est intégrée à la ville de Zell en 1950.

## Plaque d'immatriculation
Le 1er juillet 1956, lors de l'introduction des plaques d'immatriculation encore en vigueur aujourd'hui, le signe distinctif ZEL est attribué au district. Il est émis jusqu'au 6 juin 1969. Depuis le 15 novembre 2012, il est disponible dans l'arrondissement de Cochem-Zell.